# Oegandese rode franjeaap
De Oegandese rode franjeaap (Piliocolobus tephrosceles) is een zoogdier uit de familie van de apen van de Oude Wereld (Cercopithecidae). De wetenschappelijke naam werd in 1907 gepubliceerd door Elliot. De soort komt voor in Oeganda en Tanzania.